# K-1 Engineering
K-1 Engineering – słowackie przedsiębiorstwo z siedzibą w Bratysławie, produkujące samochody sportowe.

## Historia firmy
Przedsiębiorstwo K-1 Styling & Tuning Ltd. zostało założone w Bratysławie przez Dicka Kvietňanskýego w 1991 roku (ówcześnie Czechosłowacja) i zajęło się produkcją replik oraz tuningiem samochodów. W 1997 roku powstał pierwszy własny samochód K-1 Evoluzione I oparty na pojeździe Chevrolet Camaro, a w późniejszy czasie Evoluzione II. W 2000 roku pojawił się K-1 Attack jako kit-car, a od 2003 roku trwały prace nad wersją drogową auta. W 2004 roku przedsiębiorstwo zmieniło nazwę na K-1 Engineering s.r.o. W 2006 r. została zaprzestana produkcja kit-carów i rozpoczęła się małoseryjna produkcja modelu drogowego K-1 Attack. W 2007 roku przedsiębiorstwo otrzymało certyfikat ISO 9001.
Głównymi odbiorcami zestawów do budowy K-1 Attack są nabywcy z Holandii, Indii oraz Stanów Zjednoczonych. W 2011 roku Praga nawiązała współpracę z K-1 Engineering czego efektem było przygotowanie do wyścigów Dutch Supercar Challenge modelu K-1 Attack, w wersji wyścigowej nazwanej Praga R4. W 2012 roku również we współpracy zaprezentowano nowy model Pragi – R1.